# فيليب ك. هوارد
فيليب ك. هوارد (بالإنجليزية: Philip K. Howard) هو محامي أمريكي، ولد في 1948.